# Nationaal Voetbalstadion (Malediven)
JHet Rasmee Dhandustadion of Nationaal Voetbalstadion  (Divehi: ޤައުމީ ފުޓްބޯޅަ ދަނޑު) is een voetbalstadion in Malé, Malediven. Het stadion kan voor verschillende doeleinden gebruikt worden. Het stadion wordt vooral gebruikt voor voetbalwedstrijden in de nationale competitie en internationale wedstrijden van het nationale voetbalelftal.
In het stadion kunnen ongeveer 11.000 toeschouwers.

## AFC Challenge Cup 2014
In 2014 was dit stadion een van de gaststadions van het toernooi om de AFC Challenge Cup. Bijna alle wedstrijden in groep A werden in dit stadion gespeeld en daarnaast ook nog de halve finale, troostfinale en finale.
| №  | Datum       | Wedstrijd                 | Uitslag | AFC Challenge Cup 2014 | Toeschouwers |
| -- | ----------- | ------------------------- | ------- | ---------------------- | ------------ |
| 1  | 19 mei 2014 | Palestina – Kirgizië      | 1 – 0   | Groepsfase             | 500          |
| 2  | 19 mei 2014 | Malediven – Myanmar       | 2 – 3   | Groepsfase             | 8.300        |
| 3  | 21 mei 2014 | Myanmar – Palestina       | 0 – 2   | Groepsfase             | 600          |
| 4  | 21 mei 2014 | Kirgizië – Myanmar        | 0 – 2   | Groepsfase             | 8.000        |
| 5  | 23 mei 2014 | Malediven – Palestina     | 0 – 0   | Groepsfase             | 8.300        |
| 6  | 24 mei 2014 | Turkmenistan – Filipijnen | 0 – 2   | Groepsfase             | 500          |
| 7  | 27 mei 2014 | Palestina – Afghanistan   | 2 – 0   | Halve finale           | 500          |
| 8  | 27 mei 2014 | Filipijnen – Malediven    | 3 – 2   | Halve finale           | 8.300        |
| 9  | 29 mei 2014 | Afghanistan – Malediven   | 1 – 1   | Troostfinale           | 6.500        |
| 10 | 30 mei 2014 | Palestina – Filipijnen    | 1 – 0   | Finale                 | 6.300        |